# Saint-Pastous
Saint-Pastous é uma comuna francesa na região administrativa de Occitânia, no departamento dos Altos Pirenéus. Estende-se por uma área de 8,2 km². Em 2010 a comuna tinha 143 habitantes (densidade: 17,4 hab./km²).